# Graffigny-Chemin
 Graffigny-Chemin  es una población y comuna francesa, en la región de Champaña-Ardenas, departamento de Alto Marne, en el distrito de Chaumont y cantón de Bourmont.

## Demografía
| 780 | 916 | 897 | 717 | 805 | 811 | 790 | 824 | 769 | 794 | 781 | 702 | 704 | 741 | 734 | 696 | 712 | 688 | 645 | 591 | 505 | 468 | 440 | 417 | 435 | 433 | 394 | 370 | 329 | 319 | 273 | 212 |
| Para los censos de 1962 a 1999 la población legal corresponde a la población sin duplicidades (Fuente: INSEE [Consultar]) |     |     |     |     |     |     |     |     |     |     |     |     |     |     |     |     |     |     |     |     |     |     |     |     |     |     |     |     |     |     |     |